# Проселніч
Проселніч (рум. Proselnici) — село у повіті Ясси в Румунії. Входить до складу комуни Мірослава.
Село розташоване на відстані 316 км на північ від Бухареста, 9 км на південний захід від Ясс.

## Населення
За даними перепису населення 2002 року у селі проживали 503 особи, усі — румуни. Усі жителі села рідною мовою назвали румунську.